# Godyris duillia
Godyris duillia är en fjärilsart som beskrevs av William Chapman Hewitson 1854. Godyris duillia ingår i släktet Godyris och familjen praktfjärilar. Inga underarter finns listade i Catalogue of Life.